# C.J. Miles
Calvin Andre Miles jr., detto C.J. (Dallas, 18 marzo 1987), è un ex cestista statunitense, professionista  nella NBA.

## Caratteristiche tecniche
Il suo ruolo era quello di ala piccola, anche se poteva comunque giocare da guardia.

## Carriera NBA

### Utah Jazz (2005-2012)
La sua carriera nella NBA iniziò quando, il 28 giugno 2005 durante il Draft NBA 2005, venne scelto al secondo giro dagli Utah Jazz - 34ª scelta assoluta - divenendo il giocatore più giovane mai messo sotto contratto dalla franchigia. Nella stagione 2005-2006 si divise fra Utah e Nuovo Messico, visto che i Jazz preferirono fargli fare esperienza in D-League con gli Albuquerque Thunderbirds.
Dopo aver giocato 21 partite durante la stagione 2006-07, ritorna in D-League, stavolta assegnato ad Idaho.
A C.J. Miles è legata una delle interviste post-gara più memorabili della stagione 2006-07, durante la quale il coach degli Utah Jazz, Jerry Sloan, dichiarò: "Non m'importa se ha 19 o 30 anni. Se ha intenzione di giocare sui parquet NBA, deve essere capace di migliorare e di ottenerli. Non possiamo mettergli una notte il pannolino, e un sospensorio quella dopo".
Miles ha visto un tempo di impiego con i Jazz molto limitato, con sporadiche comparsate in D-League nei primi due anni, come detto in precedenza. Le sue notevoli prestazioni in pre-season gli hanno dato il posto in quintetto nella stagione 2006-07, che però ha perso rapidamente; con la partenza di Gordan Giriček durante la stagione 2007-08, C.J. Miles ha visto le sue possibilità crescere, salvo poi, con l'arrivo di Kyle Korver, tornare 3ª scelta in un ruolo già occupato da Ronnie Brewer e appunto da Korver. Il 31 marzo 2008 segnò 29 punti nella gara vinta nettamente dai Jazz in casa per 129-87 contro gli Washington Wizards. Trovò molto spazio negli anni successivi, in particolare nella stagione 2008-2009 (72 partite su 82 giocate, tutte quante nel quintetto base) e nelle sue 2 ultime stagioni nello Utah a seguito delle cessioni di Korver e Brewer, avvenute entrambe nell'estate 2010 (in cui non vennero rifirmati dopo la fine del contratto) in cui entrambi si trasferirono da free agents ai Chicago Bulls.

### Cleveland Cavaliers (2012-2014)
Diventato free agent dopo 7 anni a Salt Lake City, l'8 agosto 2012 firmò un contratto con i Cleveland Cavaliers.

### Indiana Pacers (2014-2017)
Il 7 luglio 2014 firmò un contratto quadriennale da 20 milioni di dollari con gli Indiana Pacers.

### Toronto Raptors (2017-2019)

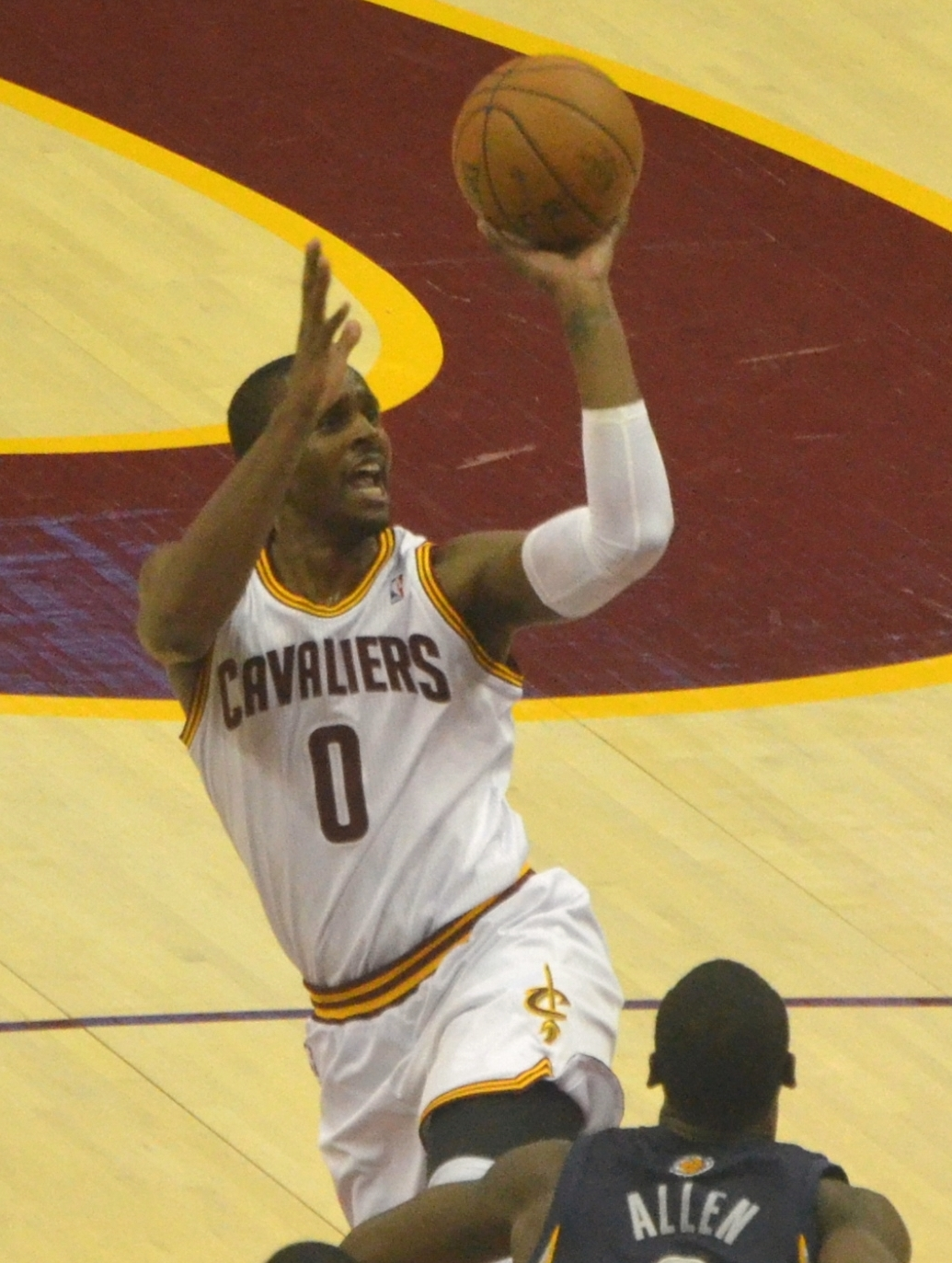
C.J. Miles al tiro con la canotta dei Cleveland Cavaliers

Il 9 luglio 2017 venne ceduto tramite sign and trade dagli Indiana Pacers ai Toronto Raptors; i Pacers in cambio ottennero Cory Joseph.

### Memphis Grizzlies (2019)
Il 7 febbraio 2019 venne ceduto via trade ai Memphis Grizzlies nell'ambito della trattativa che portò a Toronto Marc Gasol.

### Washington Wizards (2019-2020)
Il 5 luglio 2019 viene scambiato con Dwight Howard.

## Statistiche

### NBA

#### Regular Season
| Anno      | Squadra             | PG  | PT  | MP   | TC%  | 3P%  | TL%  | RP  | AP  | PRP | SP  | PP   |
| --------- | ------------------- | --- | --- | ---- | ---- | ---- | ---- | --- | --- | --- | --- | ---- |
| 2005-2006 | Utah Jazz           | 23  | 0   | 8,8  | 36,8 | 25,0 | 75,0 | 1,7 | 0,7 | 0,3 | 0,1 | 3,4  |
| 2006-2007 | Utah Jazz           | 37  | 13  | 10,1 | 34,5 | 21,9 | 60,9 | 0,9 | 0,7 | 0,3 | 0,1 | 2,7  |
| 2007-2008 | Utah Jazz           | 60  | 13  | 11,5 | 47,9 | 39,0 | 78,8 | 1,3 | 0,9 | 0,5 | 0,1 | 5,0  |
| 2008-2009 | Utah Jazz           | 72  | 72  | 22,5 | 45,9 | 35,2 | 87,6 | 2,3 | 1,5 | 0,6 | 0,2 | 9,1  |
| 2009-2010 | Utah Jazz           | 63  | 28  | 23,8 | 42,9 | 34,1 | 69,5 | 2,7 | 1,7 | 0,9 | 0,3 | 9,9  |
| 2010-2011 | Utah Jazz           | 78  | 19  | 25,2 | 40,7 | 32,2 | 81,1 | 3,3 | 1,7 | 0,9 | 0,5 | 12,8 |
| 2011-2012 | Utah Jazz           | 56  | 14  | 20,4 | 38,1 | 30,7 | 79,4 | 2,1 | 1,2 | 0,8 | 0,3 | 9,1  |
| 2012-2013 | Cleveland Cavaliers | 65  | 13  | 21,0 | 41,5 | 38,4 | 86,9 | 2,7 | 1,0 | 0,8 | 0,3 | 11,2 |
| 2013-2014 | Cleveland Cavaliers | 51  | 34  | 19,3 | 43,5 | 39,3 | 85,3 | 2,0 | 1,0 | 0,9 | 0,3 | 9,9  |
| 2014-2015 | Indiana Pacers      | 70  | 40  | 26,3 | 39,8 | 34,5 | 80,7 | 3,1 | 1,1 | 0,9 | 0,4 | 13,5 |
| 2015-2016 | Indiana Pacers      | 64  | 24  | 22,9 | 40,9 | 36,7 | 75,0 | 2,7 | 1,0 | 0,8 | 0,5 | 11,8 |
| 2016-2017 | Indiana Pacers      | 76  | 29  | 23,4 | 43,4 | 41,3 | 90,3 | 3,0 | 0,6 | 0,6 | 0,3 | 10,7 |
| 2017-2018 | Toronto Raptors     | 70  | 3   | 19,1 | 37,9 | 36,1 | 83,5 | 2,2 | 0,8 | 0,5 | 0,3 | 10,0 |
| 2018-2019 | Toronto Raptors     | 40  | 1   | 14,1 | 34,0 | 31,4 | 79,5 | 1,7 | 0,6 | 0,5 | 0,3 | 5,5  |
| 2018-2019 | Memphis Grizzlies   | 13  | 0   | 22,6 | 40,0 | 36,4 | 92,9 | 2,1 | 1,1 | 0,6 | 0,4 | 9,3  |
| 2019-2020 | Wash. Wizards       | 10  | 0   | 16,1 | 32,2 | 31,4 | 75,0 | 1,2 | 1,2 | 1,0 | 0,4 | 6,4  |
| 2021-2022 | Boston Celtics      | 1   | 0   | 2,0  | -    | -    | -    | 0,0 | 0,0 | 0,0 | 0,0 | 0,0  |
| Carriera  | Carriera            | 849 | 303 | 20,4 | 41,1 | 35,8 | 80,9 | 2,4 | 1,1 | 0,7 | 0,3 | 9,6  |

#### Play-off
| Anno     | Squadra         | PG | PT | MP   | TC%  | 3P%  | TL%  | RP  | AP  | PRP | SP  | PP   |
| -------- | --------------- | -- | -- | ---- | ---- | ---- | ---- | --- | --- | --- | --- | ---- |
| 2007     | Utah Jazz       | 1  | 0  | 3,0  | 0,0  | 0,0  | 50,0 | 0,0 | 0,0 | 0,0 | 0,0 | 1,0  |
| 2008     | Utah Jazz       | 7  | 0  | 3,7  | 35,7 | 25,0 | 0,0  | 0,7 | 0,0 | 0,3 | 0,0 | 1,7  |
| 2009     | Utah Jazz       | 5  | 0  | 11,6 | 30,0 | 25,0 | 75,0 | 1,4 | 0,2 | 0,4 | 0,2 | 3,4  |
| 2010     | Utah Jazz       | 10 | 10 | 33,7 | 44,3 | 32,6 | 89,7 | 2,5 | 2,8 | 0,6 | 0,6 | 14,4 |
| 2016     | Indiana Pacers  | 7  | 0  | 13,1 | 26,3 | 10,0 | 66,7 | 3,4 | 0,6 | 0,1 | 0,1 | 3,4  |
| 2017     | Indiana Pacers  | 4  | 2  | 20,5 | 45,8 | 31,3 | 100  | 2,0 | 0,3 | 0,5 | 0,3 | 7,3  |
| 2018     | Toronto Raptors | 10 | 1  | 22,7 | 45,1 | 42,2 | 81,3 | 2,4 | 0,8 | 0,7 | 0,3 | 9,6  |
| Carriera | Carriera        | 44 | 13 | 18,8 | 40,7 | 31,5 | 84,8 | 2,1 | 1,0 | 0,5 | 0,3 | 7,3  |